# حمیدرضا ابراهیمی
حمیدرضا ابراهیمی (زادهٔ ۲۶ دی ۱۳۵۴) بازیکن سابق فوتبال ایران است. او سابقه بازی در تیم‌های ابومسلم، پاس تهران، سایپا البرز، صباباتری، شهید قندی یزد و برق شیراز را دارد.
وی سابقه ۳ بازی ملی نیز در کارنامه دارد.